# Reinhard Mey
Reinhard Friedrich Michael Mey (Berlino, 21 dicembre 1942) è un cantautore e polistrumentista tedesco.
In Francia è conosciuto come Frédérik Mey.

## Biografia
Reinhard Mey nacque a Berlino nel distretto di Wilmersdorf come secondo figlio dell'avvocato Gerhard e della di lui consorte, l'insegnante Hertha Koch. Frequentò quindi il Ginnasio francese di Berlino, dove nel 1963 ottenne la Maturità francese e quella tedesca. Tra i suoi compagni di classe nel Ginnasio francese vi erano il futuro autore di canzoni Ulrich Roski e la politologa Gesine Schwan.
Mey concluse la sua formazione di commercio industriale presso la Schering AG di Berlino. Si dedicò quindi allo studio universitario di Amministrazione industriale presso l'Università tecnica di Berlino, che però interruppe dopo sei semestri, per dedicarsi interamente alla scrittura di canzoni.
A questo proposito, già all'età di dodici anni Mey aveva iniziato lo studio del pianoforte, a quindici anni ricevette in prestito dalla zia la sua prima chitarra e poco dopo se ne comprò una propria. Imparò da solo a suonare la tromba. Già durante il periodo di scuola egli fece con amici l'esperienza del palcoscenico con l'esecuzione di musica skiffle nella band, fondata nel 1957 Rotten Radish Skiffle Guys, di cui dedicò il nome ad una sua canzone nell'album Mairegen, uscito nel 2010.
Nel 1961 si formò un proprio gruppo musicale denominato Les Trois Affamés, insieme all'autore Wolfgang "Schobert" Schulz.
La prima canzone di Mey, Ich wollte wie Orpheus singen ("Io vorrei cantare come Orfeo"), uscì nel 1964. Nello stesso anno egli ebbe la possibilità d'interpretare le sue canzoni al Festival internazionale del folklore Burg-Waldeck, nel Burg Waldeck. Qui egli conobbe anche il cantautore Hannes Wader. Nel 1967 rappresentò la Germania al Festival della canzone di Knokke, in Belgio. Questa fu l'occasione per la prima edizione di un disco in lingua francese.
Nello stesso anno egli compì un tour con Hannes Wader nella Germania Federale e si esibì con lui in Night Club e in teatro.
Poiché il repertorio di ciascuno di loro a questo punto era abbastanza nutrito per formare un concerto, si esibivano insieme in un programma di brani tedeschi e francesi. Dopo una particolarmente fortunata esibizione nell'Audimax dell'Università di Amburgo, Mey decise di proseguire nelle sue esibizioni in futuro da solo.
Ancora nel 1967 egli ottenne il suo primo contratto d'incisione in Germania. All'inizio così scrisse di lui Der Spiegel:
«Pare certo, che la carriera del cantautore in campo commerciale sia alla fine. Poiché il figlio di un funzionario […] girava […] tra birrerie per studenti, cantine e teatri di provincia – senza una eco degna di nota. […] Lo Show-Business tedesco non ha dato a lui per anni alcuna popolarità, o nella migliore delle ipotesi [gli ha procurato] lo sfottò: "Quel Mey è uno squinternato"». Con contratti alla radio e alla TV egli ottenne una modesta popolarità, e solo nel 1971 pubblicò il suo doppio LP  Reinhard Mey live (venduto ad ottobre in 250 000 copie) e la sua canzone Der Mörder ist immer der Gärtner fu un'affermazione presso la massa del pubblico.
Nel 1967 sposò una francese, Christine; il matrimonio fu sciolto nel 1976. Dal 1977 è sposato con Hella e vive a Berlino- Frohnau. Da questo matrimonio sono nati due figli e una figlia.
Nel maggio 2014 è morto il suo secondogenito Maximilian dopo quasi cinque anni di stato vegetativo, causato da una polmonite trascurata e un'aritmia. Aveva 32 anni.

## Pseudonimi
Lo pseudonimo francese Frédérik Mey proviene dal suo secondo nome Federico nelle versioni in lingua francese. Ciò è dovuto a motivi fonetici: il suo primo nome Reinhard suona in francese più o meno come Renaud, che a sua volta equivale (o quasi) foneticamente  Renault, e la pronuncia completa di nome e cognome, Renaud Mey, suonerebbe in francese come renommée (rinominato).
Un altro suo pseudonimo era Alfons Yondraschek, sotto il quale egli scrisse la canzone Gute Nacht, Freunde per il duo Inga & Wolf, che doveva partecipare all'Eurovision Song Contest 1972. Nella preselezione tedesca del 19 febbraio 1972 la canzone si piazzò al quarto posto. Egli aveva già usato questo pseudonimo prima, nella canzone Ankomme Freitag den 13., in cui egli sostiene di non essere proprio Alfons Yondraschek. Il nome emerse ancora una volta nell'opera di Mey Zwei Hühner auf dem Weg nach vorgestern del cui brano teatrale omonimo egli fu autore.
Uno dei primi pseudonimi da lui utilizzati è stato Rainer May, sotto il quale nel 1965, tra l'altro, fu lanciata Geh und fang den Wind, una versione in lingua tedesca del successo del cantautore scozzese Donovan, Catch The Wind (testo in tedesco di Joe Menke). Si trattò di uno pseudonimo "involontario", causato da una errata scrittura del nome di Mey da parte del produttore.

## Discografia

### Discografia tedesca
Album studio
- 1967 – Ich wollte wie Orpheus singen
- 1968 – Ankomme Freitag, den 13.
- 1970 – Aus meinem Tagebuch
- 1971 – Ich bin aus jenem Holze
- 1972 – Mein achtel Lorbeerblatt
- 1974 – Wie vor Jahr und Tag
- 1975 – Ikarus
- 1977 – Menschenjunges
- 1979 – Keine ruhige Minute
- 1980 – Jahreszeiten
- 1981 – Freundliche Gesichter
- 1983 – Die Zwölfte
- 1985 – Hergestellt in Berlin
- 1986 – Alleingang
- 1988 – Balladen
- 1990 – Farben
- 1992 – Alles geht
- 1994 – Immer weiter
- 1996 – Leuchtfeuer
- 1998 – Flaschenpost
- 2000 – Einhandsegler
- 2002 – Rüm Hart
- 2004 – Nanga Parbat
- 2007 – Bunter Hund
- 2010 – Mairegen
- 2013 – Dann mach's gut

Live
- 1971 – Reinhard Mey live
- 1974 – 20.00 Uhr
- 1978 – Unterwegs
- 1981 – Tournée
- 1984 – Live '84
- 1987 – Die grosse Tournee '86
- 1991 – Mit Lust und Liebe
- 1995 – Zwischen Zürich und zu Haus
- 1997 – Lebenszeichen
- 1999 – Lampenfieber
- 2002 – Solo – Die Einhandsegler Tournee
- 2003 – Klaar Kiming
- 2006 – !ich kann
- 2009 – Danke Liebe Gute Fee

Raccolte
- 1973 – Mädchen in den Schänken
- 1973 – Alles was ich habe
- 1977 – Starportrait
- 1982 – Starportrait 2, Welch ein Geschenk ist ein Lied
- 1987 – Die großen Erfolge
- 1989 – Mein Apfelbäumchen
- 1990 – Die Story
- 1993 – Ich liebe dich
- 1997 – Du bist ein Riese ...
- 2000 – Peter und der Wolf / Tierballaden
- 2003 – Über den Wolken – Lieder aus 4 Jahrzehnten

Collaborazioni
- 1986 – Ein Loch in der Kanne (Live con Rainhard Fendrich)
- 1996 – Liebe, Schnaps & Tod (con Hannes Wader e Klaus Hoffmann)
- 1999 – Einfach abhau'n, einfach geh'n (Maxi-CD, con Ina Deter)
- 2003 – Mey, Wader, Wecker – Das Konzert (live con Hannes Wader e Konstantin Wecker)

### Discografia francese
Album studio
- 1970 – Frédérik Mey, Vol. 1
- 1972 – Frédérik Mey, Vol. 2
- 1974 – Frédérik Mey, Vol. 3
- 1976 – Frédérik Mey, Vol. 4
- 1979 – Frédérik Mey, Vol. 5
- 1982 – Frédérik Mey, Vol. 6
- 2005 – Frédérik Mey, Vol. 7 – douce France

Live
- 1976 – Recital Frédérik Mey à l'Olympia
- 1979 – Bobino

## Videografia
- 2003 – Klaar Kiming
- 2009 – Danke liebe gute Fee